# Estratificación graduada
En geología, una estratificación graduada o lecho graduado se caracteriza por un cambio progresivo en el tamaño de grano o clasto de un lado a otro del lecho. Por lo general, esta toma la forma de clasificación normal, cuando los sedimentos más gruesos están en la base y gradualmente toman formas fina en los estratos exteriores. Los lechos graduados normales generalmente representan entornos de depósito que disminuyen su energía de transporte (velocidad de flujo) a medida que pasa el tiempo, aunque estos lechos también pueden formarse durante eventos de depósito rápidos. Quizás estén mejor representados en estratos de turbidita, donde indican una corriente fuerte repentina que deposita sedimentos pesados y gruesos primero, seguidos de los más finos a medida que la corriente se debilita. También pueden formarse en depósitos de corrientes terrestres. 
En la clasificación inversa, la cama se engrosa hacia arriba. Este tipo de clasificación es relativamente poco frecuente, pero es característico de los sedimentos depositados por el flujo de granos y el flujo de escombros . También se observa en procesos eólicos . Estos procesos de deposición son ejemplos de convección granular . 

## Graduación del lecho
La graduación del lecho es una clasificación de partículas de acuerdo con el tamaño y la forma del clasto en un plano horizontal litificado. El término es una explicación de cómo se formó un perfil geológico. La estratificación en un plano lateral es el resultado físico del depósito activo de materiales de diferentes tamaños. Las fuerzas de densidad y gravedad en el movimiento descendente de estos materiales en un sistema confinado dan como resultado una separación de los sedimentos de sedimentación con respecto al tamaño. Por lo tanto, los clastos más finos y de mayor porosidad se forman en la parte superior y los clastos menos densos y menos porosos se consolidan en la parte inferior, en lo que se denomina clasificación normal. (Las camas con clasificación inversa están compuestas de clastos grandes en la parte superior, con clastos más pequeños en la parte inferior. ) Los grados del material del lecho se determinan por precipitación de componentes sólidos en comparación con la viscosidad del medio en el que precipitan las partículas. El Principio de horizontalidad original de Steno explica que las capas de roca se forman en capas horizontales sobre una escala de tiempo y profundidad indeterminadas. Nicholas Steno publicó por primera vez su hipótesis en 1669 después de reconocer que los fósiles se conservaron en capas de roca (estratos).

## Formación

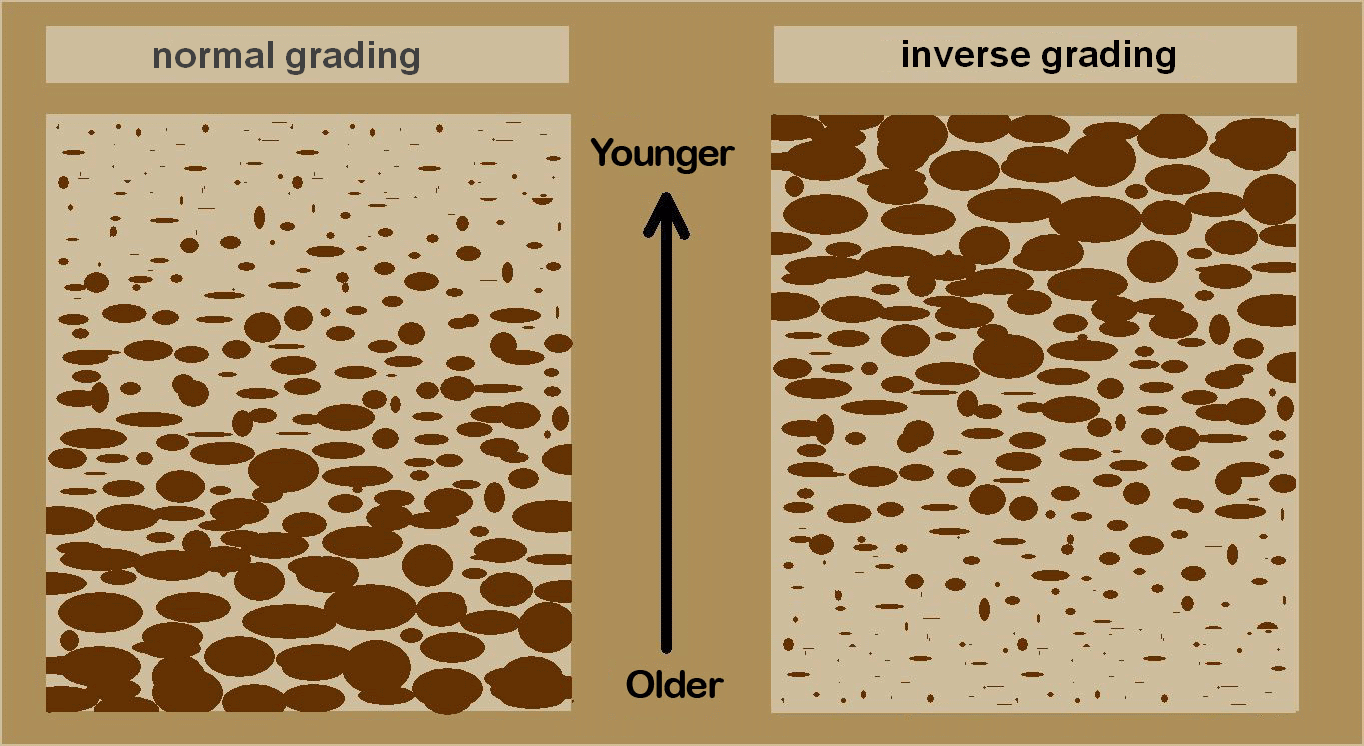
Ilustraciones esquemáticas de dos estilos de estratifiacion graduada: a la izquierda: graduación normal; derecha: graduación inversa.

Para que los materiales se asienten en capas estratificadas, la calidad que define es la periodicidad . Debe haber eventos deposicionales repetidos con cambios en la precipitación de materiales con el tiempo. El grosor de las camas graduadas varía de 1 milímetro a varios metros. No hay un límite de tiempo establecido en el que se forman las capas. La uniformidad de tamaño y forma de los materiales dentro de la forma de la cama debe estar presente en un plano presente o previamente horizontal.

## Condiciones necesarias
- Meteorización: las fuerzas químicas o físicas que rompen los materiales sólidos que son potencialmente transportados.
- Erosión: El movimiento de material debido a las fuerzas climáticas que han liberado materiales para el movimiento.
- Deposición: el material se deposita en un plano horizontal mediante precipitación química o física.

Nota: Los procesos secundarios de compactación, cementación y litificación ayudan a mantener un lecho estratificado en su lugar.

## Orígenes

### Lecho graduado sedimentario
En entornos de deposiciones eólicas o hídricas, donde hay una disminución en la energía de transporte con el tiempo, el material del lecho se clasifica de manera más uniforme, de acuerdo con la escala de clasificación normal. A medida que el agua o el aire disminuyen, la turbidez disminuye. La carga suspendida de los detritos precipita. En tiempos de movimiento rápido, la ropa de cama puede estar mal clasificada en la superficie de deposición y, por lo tanto, normalmente no está clasificada debido al movimiento rápido del material. En canales amplios con pendientes decrecientes, el agua de movimiento lento puede transportar grandes cantidades de detritos sobre un área grande. Por lo tanto, las camas graduadas se forman en puntos con pendientes reducidas en áreas amplias con menos límites de flujos de corriente de energía. La energía se dispersa y disminuye. Los sedimentos turbosos precipitan en tamaños y formas concordantes en capas.
Los cambios en las corrientes o la deformación física en el medio ambiente pueden determinarse mediante la observación y el monitoreo de una superficie deposicional o secuencia litológica con inconformidades por encima o por debajo de un lecho graduado. Los lechos graduados sedimentarios detríticos se forman a partir de fuerzas erosivas, deposicionales y de intemperie. Las camas graduadas formadas por materiales detríticos generalmente están compuestas de arena y arcilla. Después de la litificación, se forman lutitas, lutitas y areniscas a partir de los depósitos detríticos.

### Lecho graduado clástico
Las formaciones clásticas son de fuentes orgánicas, como el biochar bioquímico, que se forma a partir de la descomposición y la diagénesis de los organismos marinos silíceos. La sedimentación orgánica del material parental a partir de materia vegetal en descomposición en pantanos o pantanos también puede dar como resultado un complejo de lechos graduadas. Esta actividad conduce a la formación de turba o carbón, después de miles de años. Más del 95%  de la piedra caliza es de origen biogénico. Está hecho de la deposición de fósiles de carbonato de organismos marinos. La bioerosión causada por animales, como bivalvos, camarones y esponjas, cambia el sustrato marino, lo que da como resultado planos de capas de lecho, debido al tamizado del material del lecho en busca de alimento. La capa orgánica elástica puede convertirse en lutita o lutita petrolífera tras millones de años bajo presión.
Una explicación favorecida es kinetic cribando.